# Tomorrow Night
«Tomorrow Night» (рус. Завтра вечером) — американская эстрадная песня, написанная в 1939 году Сэмом Кослоу и Уиллом Грошем. В том же году версия Горация Хейдта заняла 16-е место. В 1948 году «Tomorrow Night» записал блюзмен Лонни Джонсон; его версия достигла 1-го места в негритянском хит-параде журнала «Биллборд» и 19-е место в общем хит-параде поп-музыки.. Для Лонни Джонсона песня стала его визитной карточкой, он её не раз перезаписывал. Опираясь на версию Джонсона, песню также записал Элвис Пресли в 1954 году на Sun Records, однако вышла она впервые лишь в 1965 году на альбоме «Elvis for Everyone!» с наложениями подпевок и ударных. Песню также записал Боб Дилан для альбома «Good as I Been to You» (1992).